# Halbmarathon-Weltmeisterschaften 2008
Die Halbmarathon-Weltmeisterschaften 2008 (offiziell: IAAF/CAIXA World Half Marathon Championships) wurden am 12. Oktober 2008 in der brasilianischen Stadt Rio de Janeiro als Straßenlauf ausgetragen. Zum ersten Mal hatte die IAAF diesen zum 17. Mal stattfindenden Wettkampf nach Südamerika vergeben.
Die Streckenführung war identisch mit dem am selben Tag ausgetragenen 12. Rio-de-Janeiro-Halbmarathon: ein mit gut 20 Metern Höhendifferenz sehr flacher Punkt-zu-Punkt-Kurs, der vom Strand von São Conrado unterhalb des Berges Pedra da Gávea über Leblon, Ipanema, Copacabana und Botafogo bis zum Ziel in Flamengo führte.
Während das Rennen der Frauen um 8:45 Uhr gestartet wurde, begann das Rennen der Männer eine halbe Stunde später 200 Meter vor dem 16.000 Teilnehmer starken Starterfeld des zeitgleich gestarteten Volkslaufs. Die Temperatur betrug 23 °C, die Luftfeuchtigkeit 78 %.
Zersenay Tadese verteidigte souverän seinen Titel von den Straßenlauf-Weltmeisterschaften 2007, setzte sich schon vor Kilometer 5 ab und wurde mit einem Vorsprung von fast zwei Minuten der erste Athlet, der zum dritten Mal Weltmeister im Halbmarathon wurde. Auch Lornah Kiplagat setzte sich frühzeitig bei km 7 an die Spitze des Feldes und holte sich ebenfalls ungefährdet ihren dritten Titel.

## Ergebnisse

### Einzelwertung Männer
| Platz | Athlet                    | Land | Zeit (min/h) |
| ----- | ------------------------- | ---- | ------------ |
| 1     | Zersenay Tadese           | ERI  | 059:56       |
| 2     | Patrick Makau Musyoki     | KEN  | 1:01:54      |
| 3     | Ahmad Hassan Abdullah     | QAT  | 1:01:57      |
| 4     | Stephen Kipkoech Kibiwott | KEN  | 1:01:58      |
| 5     | Yusei Nakao               | JPN  | 1:02:05      |
| 6     | Dieudonné Disi            | RWA  | 1:03:03      |
| 7     | Abebe Dinkesa             | ETH  | 1:03:04      |
| 8     | Marílson dos Santos       | BRA  | 1:03:14      |

Von 92 gemeldeten Athleten gingen 90 an den Start und erreichten 86 das Ziel. Stéphane Joly ( SUI) belegte den 57. Platz in 1:09:56 h.

### Teamwertung Männer
| Platz | Land und Athleten                                                                  | Zeit (h)                        |
| ----- | ---------------------------------------------------------------------------------- | ------------------------------- |
| 1     | Kenia Patrick Makau Musyoki (2.) Stephen Kipkoech Kibiwott (4.) Joseph Maregu (9.) | 3:07:24 1:01:54 1:01:58 1:03:32 |
| 2     | Eritrea Zersenay Tadese (1.) Michael Tesfay (12.) Mogos Ahferom (25.)              | 3:09:40 059:56 1:04:04 1:05:40  |
| 3     | Katar Ahmad Hassan Abdullah (3.) Essa Ismail Rashed (10.) Ali Dawoud Sedam (19.)   | 3:10:52 1:01:57 1:03:57 1:04:58 |

Insgesamt wurden 16 Teams gewertet.

### Einzelwertung Frauen
| Platz | Athletin             | Land | Zeit (h) |
| ----- | -------------------- | ---- | -------- |
| 1     | Lornah Kiplagat      | NED  | 1:08:37  |
| 2     | Aselefech Mergia     | ETH  | 1:09:57  |
| 3     | Pamela Chepchumba    | KEN  | 1:10:01  |
| 4     | Genet Getaneh        | ETH  | 1:10:03  |
| 5     | Peninah Jerop Arusei | KEN  | 1:10:12  |
| 6     | Abebu Gelan          | ETH  | 1:10:59  |
| 7     | Julia Mumbi Muraga   | KEN  | 1:11:11  |
| 8     | Atsede Habtamu       | ETH  | 1:11:13  |

Von 65 Starterinnen erreichten 60 das Ziel. María Díaz ( PUR, Platz 33) stellte mit 1:16:52 h einen nationalen Rekord auf.

### Teamwertung Frauen
| Platz | Land und Athletinnen                                                           | Zeit (h)                        |
| ----- | ------------------------------------------------------------------------------ | ------------------------------- |
| 1     | Äthiopien Aselefech Mergia (2.) Genet Getaneh (4.) Abebu Gelan (6.)            | 3:30:59 1:09:57 1:10:03 1:10:59 |
| 2     | Kenia Pamela Chepchumba (3.) Peninah Jerop Arusei (5.) Julia Mumbi Muraga (7.) | 3:31:24 1:10:01 1:10:12 1:11:11 |
| 3     | Japan Yukiko Akaba (10.) Miki Ohira (19.) Yuko Machida (22.)                   | 3:40:58 1:11:39 1:14:27 1:14:52 |

Insgesamt wurden neun Teams gewertet.